# Navarrees voetbalelftal (mannen)
Het Navarrees voetbalelftal is een team van voetballers dat de Spaanse autonome regio Navarra vertegenwoordigt bij internationale wedstrijden. Navarra is geen lid van de FIFA en de UEFA en is dus uitgesloten van deelname voor het WK en het EK.

## Bekende (oud-)spelers
- Pablo Orbaiz
- Carlos Gurpegi

## Recente uitslagen
| Jaar          | Tegenstander | Uitslag |
| december 2003 | Burkina Faso | 4 - 0   |
| december 2004 | Marokko      | 2 - 1   |
| december 2005 | China        | 1 - 0   |

1 CONCACAF-lid · 2 geassocieerd CAF-lid · 3 geassocieerd OFC-lid · 4 geassocieerd AFC-lid